# Thamiaraea claydeni

Thamiaraea claydeni  (лат.) — вид коротконадкрылых жуков из подсемейства Aleocharinae (подтриба Thamiaraeina Fenyes, 1921). Канада.

## Распространение
Встречается в провинции Нью-Брансуик (Канада).

## Описание
Мелкие коротконадкрылые жуки, длина тела 2,5 — 2,7 мм. Основная окраска тёмно-коричневая (щупики и ноги светлее). Большинство взрослых особей этого вида были найдены в кленовых лесах вблизи сезонно затопляемых болот, около рек, во влажном ольховом болоте. Взрослые особи были найдены во влажных опавших листьях и во влажной разлагающейся траве вдоль края реки. Взрослые были собраны в период с мая по сентябрь. Вид был впервые описан в 2016 году канадскими энтомологами Яном Климашевским (Jan Klimaszewski; Laurentian Forestry Centre, Онтарио, Канада) и Реджинальдом Вебстером (Reginald P. Webster). Видовое название дано в честь Стефена Клейдена (Dr.Stephen Clayden, Curator and Head, Botany and Mycology Section of the New Brunswick Museum, Канада).